# .22 ILARCO
El .22 ILARCO o 5,7 x 24 RF, conocido también como .22 Winchester Short Magnum Rimfire o .22 American, era un cartucho de percusión anular diseñado en 1987 para el subfusil American-180. Cuando el cartucho fue creado, el diseño del subfusil había sido comprado por la Illinois Arms Company, Inc., de allí su nombre. 

## Historia
Poco tiempo después de haber comprado los derechos de producción del American-180, la Illinois Arms Company, Inc. (ILARCO) determinó que un cartucho más potente sería apropiado, lo que llevó a la creación del .22 ILARCO. El nuevo cartucho fue diseñado para que solamente sea necesario cambiar el cañón del subfusil, que disparaba el cartucho .22 Long Rifle, y poder emplearlo.

## Dimensiones y proyectil
El .22 ILARCO usa un casquillo acortado del .22 Winchester Magnum Rimfire, que monta la misma bala de 2,6 g (40 granos) de este. 